# Dipartimento di Nyong e Mfoumou
Il dipartimento di Nyong e Mfoumou è un dipartimento del Camerun nella regione del Centro.

## Comuni
Il dipartimento è suddiviso in arrondissement, comuni e paesi.
- Akonolinga
- Ayos
- Endom
- Mengang
- Nyakokombo